# Glenea rufipes
Glenea rufipes é uma espécie de escaravelho da família Cerambycidae. Foi descrita por Gressitt em 1939. É conhecida a sua existência em Laos, Vietname e China.